# 太田りゆ
太田 りゆ（おおた りゆ、1994年8月17日 - ）は、埼玉県上尾市出身の女子競輪選手、元自転車競技選手。日本競輪選手会埼玉支部所属、ホームバンクは大宮競輪場。選手登録番号15218。日本競輪学校（当時。以下、競輪学校）第112期生。師匠は早川成矢（78期）。

## 経歴
子供の頃から陸上競技だけでなく運動は全て得意であり、上尾市立上平中学校から陸上競技の強豪校でもある伊奈学園総合高等学校に進学。学校では陸上部に所属し、中距離をやっていた。
大学でも陸上競技を続けるつもりで東京女子体育大学に進学するも、入学後に両親が離婚したため、経済面から陸上競技は断念する。それからは携帯電話で、取り組みによっては稼げる仕事を検索し、その中でガールズケイリンを見つけたという。父親が元競輪選手という友人から「競輪選手向き」と言われたこともあり、自転車競技の経験はなかったが、大学3年の夏に参加した「ガールズサマーキャンプ」を体験したときには、競輪選手を目指すと決めていた。その直後、競輪学校の入学試験に応募し適性試験で受験、合格を果たす。
大学は休学し、競輪学校には第112期生として入学。同期には梅川風子、鈴木美教、坂口楓華、寺崎舞織、加藤恵、大久保花梨らがいる。在学中は2016年9月に行われた第2回記録会で、200mフライングダッシュ・400mフライングダッシュ・1000mタイムトライアル・2000mタイムトライアル全てで最高基準（A基準）タイムを上回り、女子では小林優香、梅川風子以来となる3人目、適性受験者としては小林以来2人目となるゴールデンキャップを獲得。競輪学校時代は1着20回ながら平均点で在校成績2位、卒業記念レースは予選を1着・4着・1着として決勝に進出するも、6着に終わる。 
競輪学校在学中に女子自転車競技日本代表のセレクションがあり、日本代表ヘッドコーチであったブノア・ベトゥに見いだされる。競輪学校卒業前の2017年2月、アジア選手権のメンバーに選ばれ、前田佳代乃と組んでチームスプリントに出場し、3位となった。
2017年7月12日、高松競輪場でデビュー、初勝利もデビュー戦であった。デビュー場所であるこの高松FIで3連勝し、ガールズケイリンでは5人目となる、デビュー場所で完全優勝を飾る。
その後しばらくは主に海外でのレースを中心に自転車競技に重点を置いたため、ガールズケイリンではデビューから2024年上期までの7年間で僅か146走に留まった（うち、1着82回）。ガールズケイリン特別競走にも規定の出走回数には不足ながらも公務を理由に例外規程が適用されて選出されており、これまで2024年の女子オールスター競輪で決勝戦2着となるなど実績を残した。
自転車競技では、ワールドカップにおいて2019年1月、ケイリンで銀メダルを獲得。ただ、東京オリンピック出場枠を賭けた（オリンピックの自転車競技トラック種目においては開催国枠はない）2020年3月の世界選手権（ベルリン）では女子ケイリンで小林優香とともに敗者復活戦でも敗退してしまい、出場枠の獲得を逃してしまう。なお、それまでのワールドカップで獲得したオリンピックポイントの累計により女子ケイリン出場枠「1」を確保したことで、東京オリンピックでは小林優香が代表に選出された。オリンピックにはその3年後の2024年パリオリンピックの自転車競技女子ケイリンで初出場し、日本選手として初めて準決勝に進出し9位だった。女子スプリントでは1回戦敗者復活戦で敗退となった。自転車競技はパリオリンピックを区切りとして代表を引退し、それ以降はガールズケイリンに専念している。
ガールズケイリンに専念してからは、2024年は11月の第2回競輪祭女子王座戦で決勝2着と善戦。そして12月17日の岐阜FI2日目予選２で1着となり通算100勝を達成した。

## 人物
- 4歳上の姉と8歳下の弟を持つ3姉弟の真ん中。自身の名前の由来は「龍」から[13]。
- リフレッシュ方法は、メイクとネイルの研究でおしゃれをすること。「おしゃれ番長」との異名も。東京ディズニーシーにもよく出かける[2]。

## 主な獲得タイトルと記録
- アジア選手権トラック2022　女子エリートスプリント　1位　[14]
- アジア選手権トラック2023　女子エリートスプリント　1位　[15]

- バンクレコード - 取手競輪場（11秒5、2022年4月19日）[16]
  - なお、厳密にはガールズケイリンの記録は非公認の扱いとなっている[17]。

## 出演
- CM
  - ザバス（2020年4月 - ）